# Ginástica de trampolim nos Jogos Olímpicos de Verão da Juventude de 2010 - Masculino
A competição da ginástica de trampolim masculina nos Jogos Olímpicos de Verão da Juventude de 2010 foi realizada no dia 20 de agosto no Bishan Sports Hall, em Singapura. A fase de qualificação foi composta por duas rotinas no trampolim. Uma deveria apresentar os elementos obrigatórios, enquanto que a outra era com movimentos livres. Foram avaliados a dificuldade e a execução dos movimentos. Os oito melhores ginastas da fase de qualificação avançaram para a final, que consistiu de uma única rotina.

## Medalhistas
| Ouro   | UKR Oleksandr Satin |
| Prata  | CHN He Yuxiang      |
| Bronze | JPN Ginga Munetomo  |

## Resultados
| Pos.              | Ginasta                | Qualificação | Qualificação | Qualificação | Qualificação | Final       | Final       |
| Pos.              | Ginasta                | 1ª rotina    | 2ª rotina    | Total        | Pos.         | Result.     | Pos.        |
| ----------------- | ---------------------- | ------------ | ------------ | ------------ | ------------ | ----------- | ----------- |
| Medalha de ouro   | UKR Oleksandr Satin    | 28.100       | 40.200       | 68.300       | 2º           | 41.000      | 1º          |
| Medalha de prata  | CHN He Yuxiang         | 28.700       | 40.100       | 68.800       | 1º           | 40.700      | 2º          |
| Medalha de bronze | JPN Ginga Munetomo     | 27.500       | 38.700       | 66.200       | 3º           | 40.000      | 3º          |
| 4º                | GRE Apostolos Koutavas | 28.000       | 35.100       | 63.100       | 7º           | 39.200      | 4º          |
| 5º                | GER Oliver Amann       | 26.900       | 38.900       | 65.800       | 4º           | 38.500      | 5º          |
| 6º                | BLR Aleh Rabtsau       | 26.300       | 37.400       | 63.700       | 6º           | 37.300      | 6º          |
| 7º                | CAN Curtis Gerein      | 26.500       | 35.900       | 62.400       | 8º           | 36.800      | 7º          |
| 8º                | GBR Nathan Bailey      | 26.700       | 38.000       | 64.700       | 5º           | 12.000      | 8º          |
| -                 | ARG Lucas Adorno       | 23.300       | 33.900       | 57.100       | 9º           | Não avançou | Não avançou |
| -                 | AUS Patrick Cooper     | 25.600       | 13.200       | 38.800       | 10º          | Não avançou | Não avançou |
| -                 | USA Hunter Brewster    | 26.100       | 7.600        | 33.700       | 11º          | Não avançou | Não avançou |
| -                 | RSA Reinhard Huisamen  | 24.500       | 3.600        | 28.100       | 12º          | Não avançou | Não avançou |